# Höhenhaus
Höhenhaus, Köln-Höhenhaus — dzielnica miasta Kolonia w Niemczech, w okręgu administracyjnym Mülheim, w kraju związkowym Nadrenia Północna-Westfalia, na prawym brzegu Renu. 